# خلف (الفيوم)
قرية خلف هي إحدى القرى التابعة لمركز أطسا في محافظة الفيوم في جمهورية مصر العربية. حسب إحصاءات سنة 2006، بلغ إجمالي السكان في خلف 8285 نسمة، منهم 4196 رجل و4089 امرأة.